# The Thing Called Love
The Thing Called Love és una pel·lícula estatunidenca dirigida per Peter Bogdanovich, que tracta d'un grup de joves que són a Nashville intentant triomfar en el món de la música country.
Es va estrenar el 16 de juliol de 1993, i el 31 d'octubre del mateix any moria River Phoenix, que interpreta aquest drama musical juntament amb Samantha Mathis, Sandra Bullock i Dermot Mulroney. Ells mateixos posen la veu a les cançons que interpreten, tal com passa a la pel·lícula Nashville, de Robert Altman (1975).
A banda de K.T. Oslin, que interpreta la propietària del local, hi ha cameos d'altres cantants de country: Trisha Yearwood, Pam Tillis, Katy Moffatt, Jo-El Sonnier, i Jimmie Dale Gilmore.

## Argument
La novayorkesa Miranda arriba a Nashville, el bressol del country, en autobus i amb la seva guitarra, disposada a triomfar com a cantant; el seu objectiu és fer una audició al Bluebird Café, un local on es seleccionen nous talents. Allà es troba amb altres joves provinents de diferents localitats dels Estats Units que també pretenen ser descoberts com a cantautors, i la propietària del bar li ofereix feina de cambrera.
Tothom vol vendre una cançó o fer una actuació, com ara el talentós James, la Linda, i en Kyle; els quatre es fan amics, i els dos nois es disputen la Miranda. Ella està enamorada d'en James, i es casen; però aviat se'n penedeixen. Finalment ell l'abandona per a fer allò que sempre havia desitjat, gravar el seu propi àlbum, i s'adona que encara se l'estima.
La pel·lícula té un final obert.

## Repartiment
- River Phoenix: James Wright
- Samantha Mathis: Miranda Presley
- Dermot Mulroney: Kyle Davidson
- Sandra Bullock: Linda Lue Linden
- K.T. Oslin: Lucy
- Jimmie Dale Gilmore: Jimmie Dale Gilmore
- Katy Moffatt: Katy Moffatt
- Trisha Yearwood: Trisha Yearwood

## Banda sonora
A la banda de la pel·lícula van participar diversos cantants country:
1. Dreaming With My Eyes Open, per Clay Walker - 3:30
2. You'd Be Home by Now, per Daron Norwood - 3:21
3. I Can't Understand, per Trisha Yearwood - 3:40
4. I Don't Remember Your Name (But I Remember You), per K.T. Oslin - 4:19
5. Diamonds and Tears, per Matraca Berg - 3:33
6. Ready and Waiting, per Deborah Allen - 3:53
7. Until Now, per Rodney Crowell - 4:36
8. Looking for a Thing Called Love, per Dennis Robbins - 2:56
9. Street of Love, per Kevin Welch - 3:53
10. Partners in Wine, per Randy Travis - 4:04
11. Blame It on Your Heart, per Deborah Allen - 3:02
12. Standing on a Rock, per Rodney Crowell - 3:17